# Helina maowenna
Helina maowenna är en tvåvingeart som beskrevs av Feng och Xue 2002. Helina maowenna ingår i släktet Helina och familjen husflugor. Inga underarter finns listade i Catalogue of Life.